# ディミトリス・エレフセロプーロス
ディミトリス・エレフセロプーロス（ギリシア語: Δημήτρης Ελευθερόπουλος、1976年8月7日 - ）は、ギリシャの元サッカー選手、現サッカー指導者。元ギリシャ代表。選手時代のポジションはGK。

## クラブ歴
幼少期からオリンピアコスFCのサポーターであった彼はそのオリンピアコスの下部組織に加入し、1994年にトップチームに昇格。1995年にプロオデフティキFCに期限付き移籍し、翌年にオリンピアコスに復帰した。1997年はフォト・ストラコシャ、アレコス・ラントスに次ぐ第3ゴールキーパーであったが、二人は怪我とパフォーマンスの悪さでポジションから外れてドゥシャン・バイェヴィッチ監督に起用された。しかし翌年に膝の変形性関節症が悪化し肩にも転移したためシーズンを棒に振った。UEFAチャンピオンズリーグ 1998-99の快進撃には間に合い、最優秀ゴールキーパーに選出された。また、2001年10月23日のUEFAチャンピオンズリーグ 2001-02・マンチェスター・ユナイテッドFC戦ではルート・ファン・ニステルローイのペナルティキックを止めた。他方で2003年12月10日のUEFAチャンピオンズリーグ 2003-04ではユヴェントスFC相手に7-0の大敗を喫した。
2004年にセリエAのACRメッシーナに移籍したが、マルコ・ストラーリの牙城を崩す事は出来なかった。
2005年にACミランに移籍。翌年にASローマに移籍したが、出場機会は得られなかった。
2006-07シーズンにアスコリ・カルチョ1898 FCに移籍。2007年6月11日にACシエナが2年契約で獲得したがアレクサンダー・マンニンガーの控えであった。2009年5月28日に家庭の事情で退団した。
同月30日にPASヤニナFCに完全移籍。
2010年8月3日にイラクリス・テッサロニキFCに完全移籍。翌年にパニオニオスFCに移籍し、12月21日に引退した。

## 代表歴
1999年2月にベルギー代表との親善試合で代表初出場。2001年9月5日の2002 FIFAワールドカップ・ヨーロッパ予選・フィンランド代表戦が代表最後の試合となった。

## プレースタイル
反射神経に優れており、シュートストップに定評があった。また、ペナルティエリアを飛び出してのセーブにも定評があった。他方でクロスの対応は不得手であった。

## 監督歴
引退したパニオニオスで監督業を始めた。
2016年9月27日に就任したアステラス・トリポリスFCでは選手時代にチームメイトであったスティリアノス・ヴェネティディスをコーチに加えた。2017年2月17日に0-5の大敗を受けて双方合意で契約解除。